# Кихтьова Ірина Олександрівна
Кихтьова Ірина Олександрівна — радянська, українська акторка кіно. Член Національної спілки кінематографістів України.

## Життєпис
Народилась 25 січня 1947 у Москві. Закінчила Всесоюзний державний інститут кінематографії (1969).

## Фільмографія
Знялась у фільмах:
- «Поштовий роман» (1969, епіз.)
- «Комісари» (1969, епіз.)
- «В'язні Бомона» (1970)
- «У тридев'ятому царстві...» (1970)
- «Блакитне і зелене» (1970, к/м, знайома Миті)
- «Лада з країни берендеїв» (1971)
- «Пропала грамота» (1972)
- «Повість про жінку» (1973, епіз.)
- «Стара фортеця» (1973)
- «Коли людина посміхнулась» (1973)
- «Як гартувалася криця» (1973, непманша)
- «Юркові світанки» (1974)
- «Мріяти і жити» (1974)
- «Птахи над містом» (Клава, дружина Букіна)
- «Там вдалині, за рікою» (1975, епіз.)
- «На короткій хвилі» (1977)
- «Житіє святих сестер» (1982, черниця)
- «За покликом серця» (1985)
- «Звинувачується весілля» (1986)
- «Повернення в Зурбаган» (1990, т/ф)
- «Зірка шерифа» (1991)
- «Записки кирпатого Мефістофеля» (1994)
- «Викуп» (1994)
- «Геллі і Нок» (1995)
- «Тарас Шевченко. Заповіт» (1992—1997)
- «Поет і княжна» (1999)
- «Солодкі сни» (2006, також співавт. сценарію)
- «Мелодія для катеринки» (2009)
- «Дім з башточкою» (2011)
- «Нюхач-2» (2015, Алла Георгіївна, мама Юлії)
- «Нюхач-4» (2019, Алла Георгіївна, мама Юлії) та ін.